# 北穆亞隧道

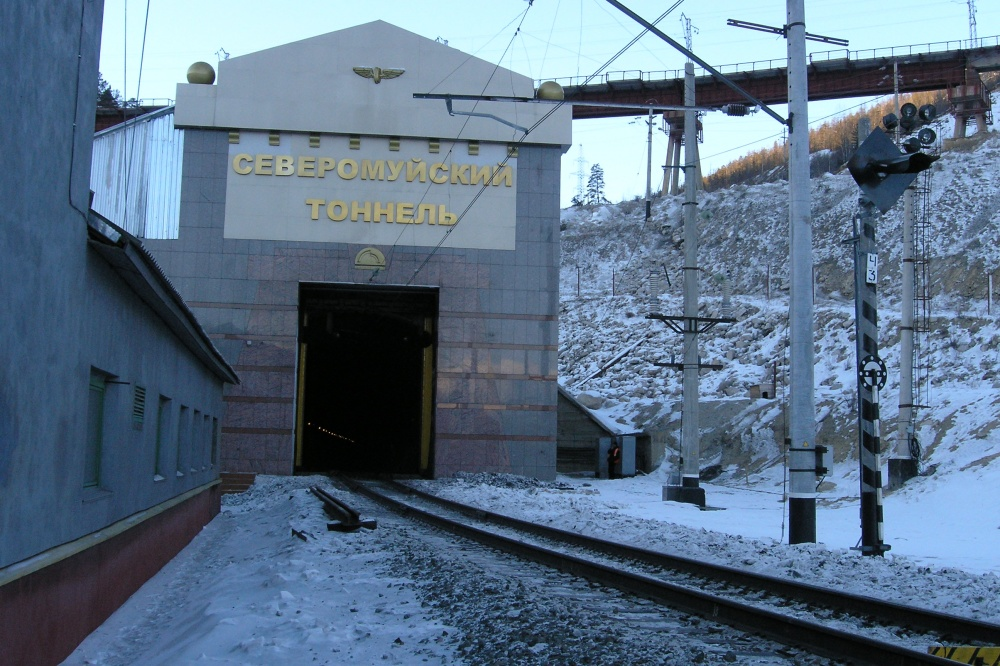
北穆亞隧道

北穆亞隧道（俄语： Северому́йский тонне́ль）是位於俄罗斯布里亚特共和国境內的一条铁路隧道。該隧道是貝加爾—阿穆爾鐵路的一部分。由於該隧道橫穿北穆亞山脈，所以得名北穆亞隧道。隧道全长15.34（9.53英里），是俄罗斯最长的鐵路隧道（不包括地鐵）。
該隧道於1977年5月28日开始施工，2003年11月30日竣工。12月3日通車。2023年11月30日，一列货运列车行驶至北穆亞隧道時隧道发生爆炸。烏克蘭真理報聲稱此爆炸由烏克蘭國家安全局於幕後策劃。烏克蘭當局並無對此做出評論。